# Agnieszka Brzezińska
Agnieszka Brzezińska (ur. 1969 w Toruniu) – animator kultury, organistka, nauczyciel akademicki, dyrygent chóralny, doktor nauk społecznych.

## Życiorys
Urodziła się w 1969 roku w Toruniu. W 1990 r. ukończyła w tym mieście Szkołę Muzyczną II stopnia im. K. Szymanowskiego (obecnie ZSM w Toruniu) w klasie fletu, otrzymując tytuł muzyka instrumentalisty. Następnie podjęła studia w Wyższej Szkole Pedagogicznej w Bydgoszczy w zakresie wychowania muzycznego. Swoją działalność muzyczną związała z muzyką kościelną, pracując jako organistka. W latach 1998–2008 była zatrudniona w toruńskiej Szkole Podstawowej nr 13 ucząc muzyki i prowadząc chór szkolny. Od stycznia 2009 roku objęła stanowisko dyrektora Ośrodka Chopinowskiego w Szafarni, instytucji samorządu województwa kujawsko – pomorskiego. Najważniejszym elementem funkcjonowania instytucji jest Międzynarodowy Konkurs Pianistyczny im. F. Chopina dla Dzieci i Młodzieży w Szafarni.
Od czasu studiów zdobywała doświadczenie prowadząc wiele zespołów i chórów: jest założycielem zespołu kameralnego Portamus Gaudium (1985), zespołu Claritas (1990), dyrygentem najstarszego toruńskiego chóru Lutnia (od 2005), była także dyrygentem chóru Uniwersytetu Trzeciego Wieku w Toruniu. Od 2006/07 pełniła rolę dyrektora artystycznego cyklu koncertów „Środa z muzyką organową” organizowanych we współpracy z Urzędem Miasta Torunia i Toruńską Orkiestrą Symfoniczną. Jej zainteresowania muzyką chóralną zaowocowały nominacją na regionalnego koordynatora programu Ministerstwa Kultury i Dziedzictwa Narodowego Śpiewająca Polska i zadaniem organizacji dydaktyki chóralnej w regionie.
Swoją pracę artystyczną łączy z dydaktyką realizowaną na wielu poziomach, zarówno w wymiarze szkolnym, jak i uniwersyteckim. Od 1998 roku związana jestem z Toruńskim Uniwersytetem Trzeciego Wieku, gdzie prowadzi cykl wykładów z historii muzyki. Od 2015 roku prowadzi zajęcia z historii muzyki kościelnej na Wydziale Teologicznym UMK w Toruniu.
W 2014 roku obroniła pracę doktorską pt. „Działalność społeczno-edukacyjna świętojańskiego środowiska muzycznego w Toruniu w latach 1867–1939” napisaną pod kierunkiem ks. prof. Jarosława Michalskiego z Wydziału Nauk Pedagogicznych UMK.
Prowadzi szeroką działalność publicystyczną z zakresu muzyki kościelnej – jej artykuły ukazywały się w ogólnopolskich pismach muzycznych, np. „Życie Muzyczne” i tygodnikach (m.in. „Niedziela”), a także w „Roczniku Toruńskim”.
Związki z hiszpańskimi środowiskami muzycznymi i naukowymi zaowocowały organizowaniem wielu przedsięwzięć artystycznych w Hiszpanii (m.in. Tydzień Kultury Polskiej, Weekend Toruński w Nawarze, trasy koncertowe polskich muzyków) oraz podjęciem współpracy artystyczno-dydaktycznej z kilkoma Akademiami Muzycznymi w Europie (Genewa, Lejda, Pampeluna), którą nadal rozwija jako dyrektor Ośrodka Chopinowskiego w Szafarni.
Jest założycielką Fundacji „Chopin w Ogrodzie Sztuk”, która prowadzi aktywną działalność wspierającą młode talenty muzyczne. Wspiera rozwój sieci dróg Camino de Santiago w Polsce. Jest pomysłodawcą i inicjatorem szeregu wydarzeń kulturalnych, które na stałe wpisały się kalendarz artystyczny Torunia: koncertów pieśni patriotycznych, Toruńskiego Wieczoru Kolęd w Ratuszu Staromiejskim, Cecyliańskiego Przeglądu Pieśni i Piosenki Religijnej.

## Działalność kulturalna i artystyczna
- Założycielka chóru dziewczęcego „Portamus Gaudium”;
- założycielka chóru Uniwersytetu Trzeciego Wieku w Toruniu;
- dyrygentka chóru Lutnia, najstarszego zespołu śpiewaczego Torunia działającego od 1898 roku[5];
- kierowniczka artystyczna cyklu „Środa z muzyką organową” w Toruniu;
- współtworząca zespół wokalno-instrumentalny „Claritas” – wraz z zespołem nagrała następujące płyty: „Zaśpiewajmy kolędę”, „Zaufaj Maryi”, „Żyj jak przykazał Bóg”, „Warto żyć” oraz „Pocztówka z Torunia”;
- pomysłodawca cyklu koncertów „Wakacje z Chopinem”, prezentującym największe osobowości pianistyki polskiej;
- członkini Komitetu Organizacyjnego Roku Chopinowskiego 2010 przy Marszałku Województwa Kujawsko-Pomorskiego.

## Pełnione funkcje
- Dyrektor Ośrodka Chopinowskiego w Szafarni (od 5.01.2009 r);
- członkini Rady Prezydenckiej przy Prezydencie Miasta Torunia[6];
- regionalny koordynator programu NCK „Śpiewająca Polska”[7];
- członkini zarządu Fundacji „Pro Futuro Theologiae” w Toruniu[8];
- członkini Towarzystwa Bachowskiego w Toruniu;
- członkini Bractwa św. Jakuba w Toruniu.

## Odznaczenia i wyróżnienia
- Srebrny Medal „Zasłużony Kulturze Gloria Artis” (2023)[9];
- Medal 100-lecia Odzyskania Niepodległości przyznany przez Prezesa Rady Ministrów Mateusza Morawieckiego w 2018 roku[10];
- tytuł „Zasłużona dla gminy Radomin”[11];
- tytuł „Zasłużona dla diecezji toruńskiej”;
- tytuł „Kobieta Przedsiębiorcza Kujaw i Pomorza 2012”[12];
- (wraz z zespołem „Claritas”) nagroda Prezydenta Miasta Torunia[13];
- (jako dyrektor Ośrodka Chopinowskiego) nagroda Marszałka Województwa Kujawsko-Pomorskiego.